# Phú Sơn Lâm Hà
Phú Sơn là một xã thuộc huyện Lâm Hà, tỉnh Lâm Đồng, Việt Nam.

## Địa lý
Xã Phú Sơn nằm ở phía tây bắc huyện Lâm Hà, có vị trí địa lý:
- Phía đông và phía bắc giáp huyện Lạc Dương
- Phía tây giáp huyện Đam Rông
- Phía nam giáp xã Đạ Đờn và xã Phi Tô.

Xã Phú Sơn có diện tích 175,01 km², dân số năm 2022 là 9.487 người, mật độ dân số đạt 54 người/km².
Xã có độ cao trung bình 1.100 – 1.200m so với mực nước biển và có quốc lộ 27 đi qua (trước đây là đường 21bis nối tỉnh Đắk Lắk với tỉnh Lâm Đồng). Là xã có diện tích lớn nhất huyện, đất đai ở đây khá màu mỡ rất thích hợp với việc trồng cà phê, chè, cây ăn quả và các loại cây lương thực, có diện tích rừng và đất rừng chiếm khoảng 90% diện tích đất tự nhiên là điều kiện thuận lợi để phát triển lâm nghiệp.

## Lịch sử
Ngày 24 tháng 10 năm 1987, Hội đồng Bộ trưởng ban hành Quyết định số 157-HĐBT về việc chuyển xã Đan Phượng thuộc huyện Đức Trọng về huyện Lâm Hà mới thành lập quản lý.
Ngày 21 tháng 1 năm 2020, HĐND tỉnh Lâm Đồng ban hành Nghị quyết số 166/NQ-HĐND về việc sáp nhập thôn Quyết Thắng vào thôn Ngọc Sơn 3.